# Georg Friedrich Witte

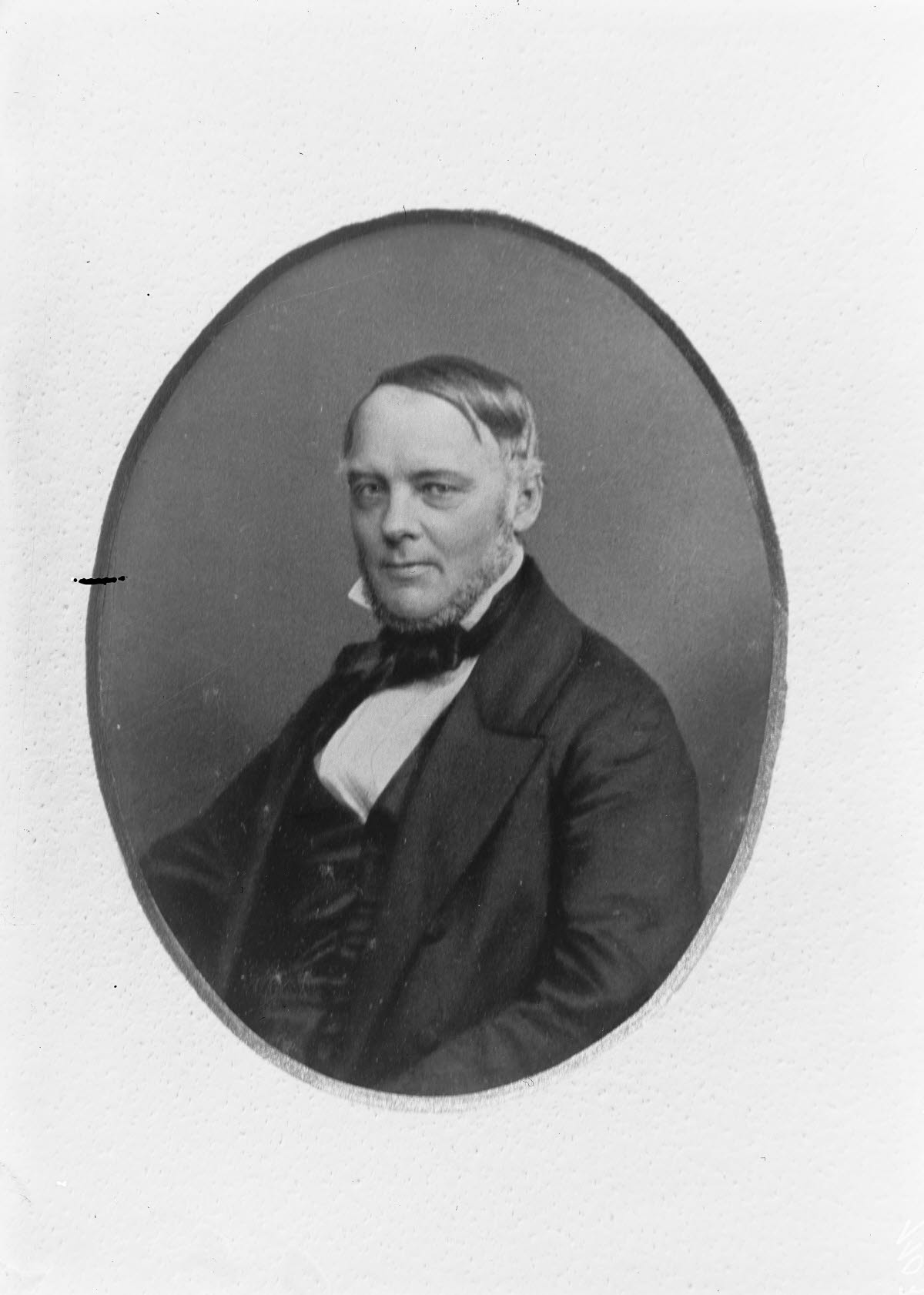

Georg Friedrich Witte (* 29. Januar 1799 in Schleswig; † 24. Juni 1865 in Grund im Harz) war ein Stadtsyndikus und Appellationsgerichtsrat.

## Leben
Witte studierte 1818 Rechtswissenschaften an der Universität Heidelberg und wurde dort Mitglied des Corps Holsatia Heidelberg. Er arbeitete ab 1821 als Advokat in Kiel. Witte betätigte sich politisch und versuchte, den Kieler Rat zu einer Bittschrift an den dänischen König zu bewegen, um Uwe Jens Lornsens Bestrebungen nach einer Verfassung für Schleswig und Holstein zu unterstützen. Daneben war er in der Gesellschaft der freiwilligen Armenfreunde tätig und gehörte dem Vorstand der von der Gesellschaft gegründeten Kieler Spar- und Leihkasse an. Zusammen mit dem Kieler Bürgermeister Schwen Hans Jensen setzte er sich für die Altona-Kieler Eisenbahn ein sowie für die Erschließung des Damperhofviertels.
Ab 1844 war Georg Friedrich Witte 20 Jahre lang Kieler Stadtsyndikus, bevor er 1864 nach Flensburg ging, um dort Appellationsgerichtsrat zu werden. Am 2. April 1864 verlieh ihm die Stadt Kiel „in dankbarer Anerkennung seiner hervorragenden Verdienste um das kommunale Wohl, dem er während seiner langjährigen Amtsführung seine ganze Kraft und Tätigkeit mit segensreichem Erfolg widmete“, die Ehrenbürgerwürde.
Witte starb am 24. Juni 1865 während eines Erholungsaufenthalts in Grund im Harz. Er wurde auf dem Kieler St.-Jürgen-Friedhof beigesetzt.